# Szczodrochowo (Gostyń)
Pour les articles homonymes, voir Szczodrochowo.
Szczodrochowo (prononciation : [ʂt͡ʂɔdrɔˈxɔvɔ], en allemand : Wiesenhof) est un village polonais de la gmina de Gostyń dans le powiat de Gostyń de la voïvodie de Grande-Pologne dans le centre-ouest de la Pologne.
Il se situe à environ 7 kilomètres au nord de Gostyń (siège de la gmina et du powiat) et à 52 kilomètres au sud de Poznań (capitale régionale).
Le village possédait une population de 90 habitants en 2006.

## Histoire
De 1975 à 1998, le village faisait partie du territoire de la voïvodie de Leszno.

Depuis 1999, Szczodrochowo est situé dans la voïvodie de Grande-Pologne.